# Museo naturalistico del parco nazionale d'Abruzzo, Lazio e Molise
Il Museo naturalistico del parco nazionale d'Abruzzo, Lazio e Molise è un museo naturalistico dedicato alla flora e alla fauna del parco nazionale d'Abruzzo, Lazio e Molise situato a Pescasseroli (AQ), in Abruzzo. Il centro visita ospita il giardino botanico e l'arboreto appenninico del parco nazionale.

## Storia e descrizione
Lo spazio museale e il principale centro visita del parco nazionale d'Abruzzo, Lazio e Molise, inaugurati nel 1969, sono situati a Pescasseroli, cittadina abruzzese che ospita la sede legale dell'ente gestore dell'area protetta. Nell'area museale, divisa in sezioni, sono consultabili i documenti storici e altro materiale che illustra le caratteristiche ambientali, geologiche e storico-culturali del territorio. Nella sezione archeologica sono esposti alcuni reperti della necropoli di epoca italica della val Fondillo, nei pressi di Opi, risalenti tra il VII e il V secolo a.C. L'area didattica, frequentata anche dalle scolaresche e dai gruppi scout, offre strumenti utili per approcciarsi in modo il più possibile corretto e rispettoso con il parco nazionale. 
La struttura è dotata di una sala conferenze e di uno spazio espositivo per mostre tematiche.
In area faunistica sono presenti alcuni animali che popolano l'area protetta come l'orso bruno marsicano, il cervo, il capriolo, la lontra e altri esemplari che nati in cattività o feriti sono ospitati nel centro natura non essendo in grado di sopravvivere allo stato selvatico. Il giardino botanico e arboreto appenninico del parco nazionale ospita uno stagno didattico e le piante tipiche dell'area protetta. L'area è colonizzata dagli scoiattoli e da diverse specie di volatili.